# 満願寺 (今治市)
満願寺（まんがんじ）は、愛媛県今治市朝倉にある寺院。山号は金毘羅山。宗派は高野山真言宗。本尊は薬師如来。新四国曼荼羅霊場の第38番札所・四国三十六不動尊霊場第21番札所である。
御詠歌：思うこと　伊予いよ願え　満願寺　あらたにあたふ　黄金八千代に
童子名：大光明童子 、童子真言：のうまく　さまんだかんまん　きりく

## 概要

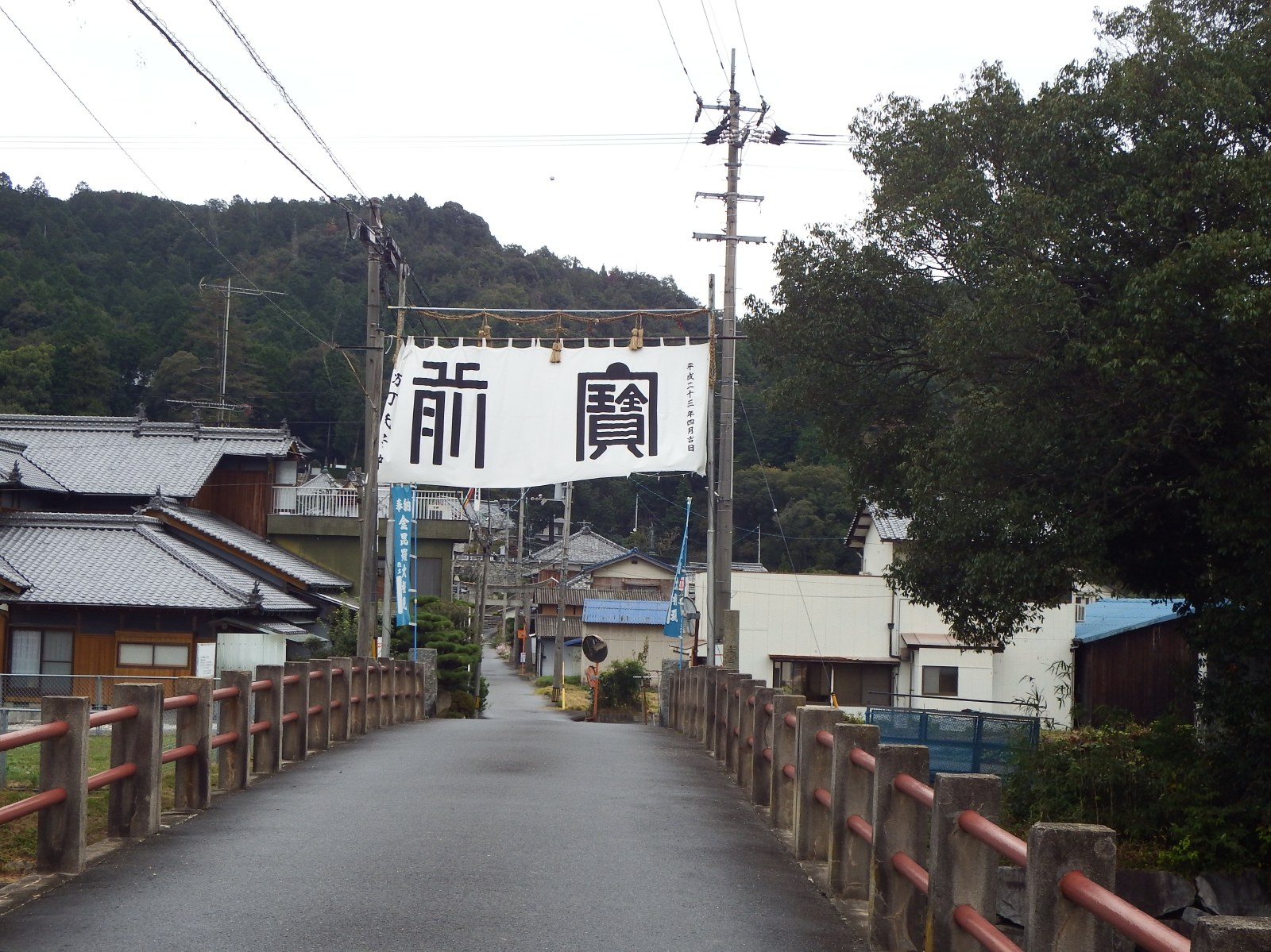
入口

境内は頓田川に架る千歳橋を渡った霊仙山（標高156.9m）の南麓にあり、本堂は標高42m、金毘羅殿は標高60.5m、大師堂は標高90mで階段状にある。古代は薬師信仰で、近世は金毘羅大権現信仰で地域と密着した歴史のある古刹である。

## 歴史

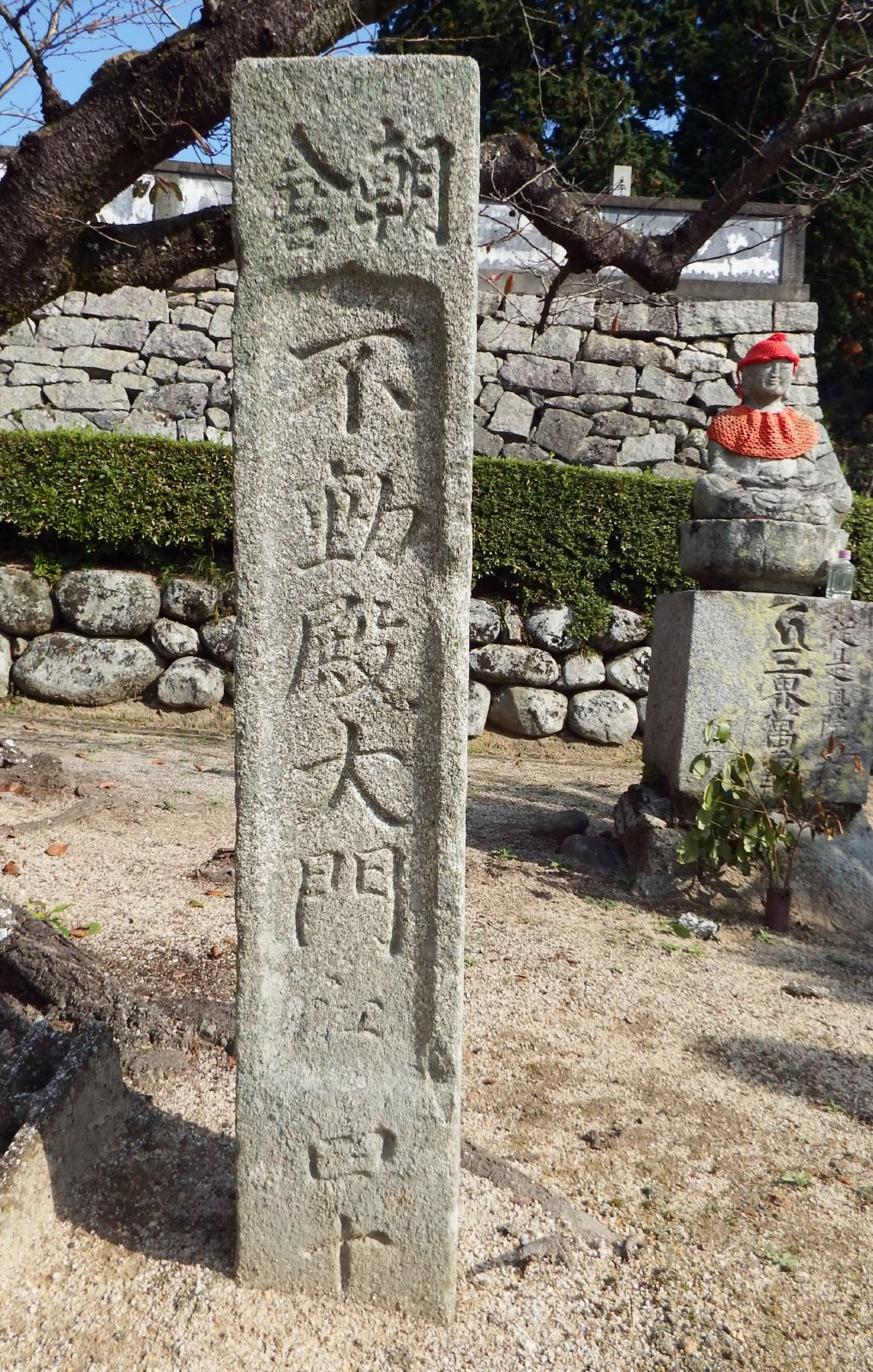
丁石

伝説では、当山の谷で村人が光り輝くものを見たという、それを祀ったのが始まりで、それは金毘羅殿の金毘羅権現の背後に絶対の秘宝として祀られ、今となっては誰も見てないので何であるかもわからない。
それからの後、大宝元年（701年）遣唐使として中国に渡って三論の法を学び、養老元年（717年）帰国後、奈良・大安寺に住し三論宗を広めた道慈律師が、天平6年（734年）南海道を巡錫中、当山・霊仙山にて本尊薬師如来の開眼法要の導師を勤めた。これによって三論宗にて開創とされる。その後、天長6年（829年）空海が大安寺別当に補された影響で、真言密教が宗義になったと伝えられている。
守護地頭の時代から地方の権力者との結びつきが強く、戦国時代は霊仙山城主・中川山城守親武の祈願所だった。天正13年（1585年）豊臣秀吉の四国征伐軍により霊仙山は落城し本陣であった当寺は灰燼に帰する。その後、慶長時代に再建が進められ、戦禍や疫病などから護るため金毘羅大権現を厄除け守護神として勧請し、神仏混交の寺として復興した。
明治初期の神仏分離令で、神仏混交の当寺も危機にみまわれたが、時の住職・恭恵は、五基あった当寺の「金毘羅本殿」への丁石を「不動殿大門」への丁石へと檀徒の石工の尽力を得て一夜で彫り直し、本殿中央の金毘羅権現像と入れ替え脇仏不動明王像を中央へ祀ることにより翌朝やってきた役人の検査から逃れ、一時期廃寺になるも、神仏混合の形で再建され檀徒衆の根強い信仰に支えられ現在に至る。
令和3年10月10日から17日まで、本尊薬師如来と金毘羅大権現の33年に1度の開帳とそれに合わせて全堂が開帳された。

## 伽藍
下から参道を進んだ順に記述する。
- 山門：仁王門
- 英霊堂：昭和28年建立。
- 絵馬堂：元の堂は弘化年3年（1846年）創建、その後、令和3年に再建された。
- 持仏堂（客殿）：阿弥陀如来立像（慶派による鎌倉時代の13世紀中期の作とみられる）と両脇に観音・勢至菩薩立像が同じ厨子に納められている。向かって右脇陣には地蔵菩薩立像、左には客仏の阿弥陀如来立像。
- 本堂：薬師如来立像（新四国曼荼羅霊場の本尊）平安時代の作が中央に単独で納められ、十二神将が6体ずつと日光・月光菩薩立像が両脇に分かれ同じ厨子に納められている。建物は令和3年の御開帳に合わせて修復された。
- 護摩堂：不動明王坐像（四国三十六不動霊場の本尊）江戸時代の作。昭和63年改築。
- 鐘楼堂：元禄3年再建、貞享4年鋳造であったが、戦時供出の憂き目にあったが、昭和23年再建された。
- 金毘羅殿：拝殿・釣殿・神殿の権現造り、弘化元年（1844年）三度目の再建のもの。金毘羅大権現は右手に利剣を持ち左手に羂索を持つ等身大の行者姿の岩（木製）に座する半跏趺坐像で、慶長年間賢瞬上人により勧請されたとも、旅の修行僧が当地にて七日七夜不眠不休で一刀三礼して刻んだとも云われている。脇に大きい不動明王立像と吉祥天が祀られる。三体とも前回の御開帳の時に修復された。また、讃岐の松尾寺金光院が認めた金毘羅殿であるとの木札が納められている。正面に掛かる「金毘羅」の扁額の題字は宝永4年（1707年）黄檗山悦山和尚の染筆。
- 大師堂の遥拝所：これより大師堂まで200m石段を上る。
- 奥の院・大師堂：弘法大師像（弘法大師巡錫伊予二十一ヶ所霊場の本尊）天保3年（1832年）高田友慶・京仏師の作。境内の一番奥で高い場所にあり、元禄3年（1691年）創建で宝暦9年（1760年）再建。脇に通夜堂。
- 句碑：森白象「いく度もしくれし月の庭に立つ」が英霊堂の横にある。芭蕉「むざんやな兜の下のきりぎりす」が鐘楼堂の前に、「牡丹くぐる天地凋然たる中に」が石段を挟んで対面にある。富安風生「野牡丹散華無常とはかく美しき」が納経所の前にある。

頓田川を渡り民家の間を進むと石の鳥居があり、さらに小さい橋を渡りその先の行き止まりに駐車場がある。その左を上がると山門があり、英霊堂を過ぎ右に折れて石段を上って行くと左に絵馬堂その先に本堂、その前である右に護摩堂がある。さらに石段を上がって上り詰めたところに大きな金毘羅殿があり、その右脇に大師堂の遥拝所があり、奥へ手摺のある石段を上がり鬱蒼とした山の中に入って行くと奥の院の大師堂がある。なお、納経所は護摩堂の後ろの大きな客殿の横にある。
- 納経所
- 駐車場：無料

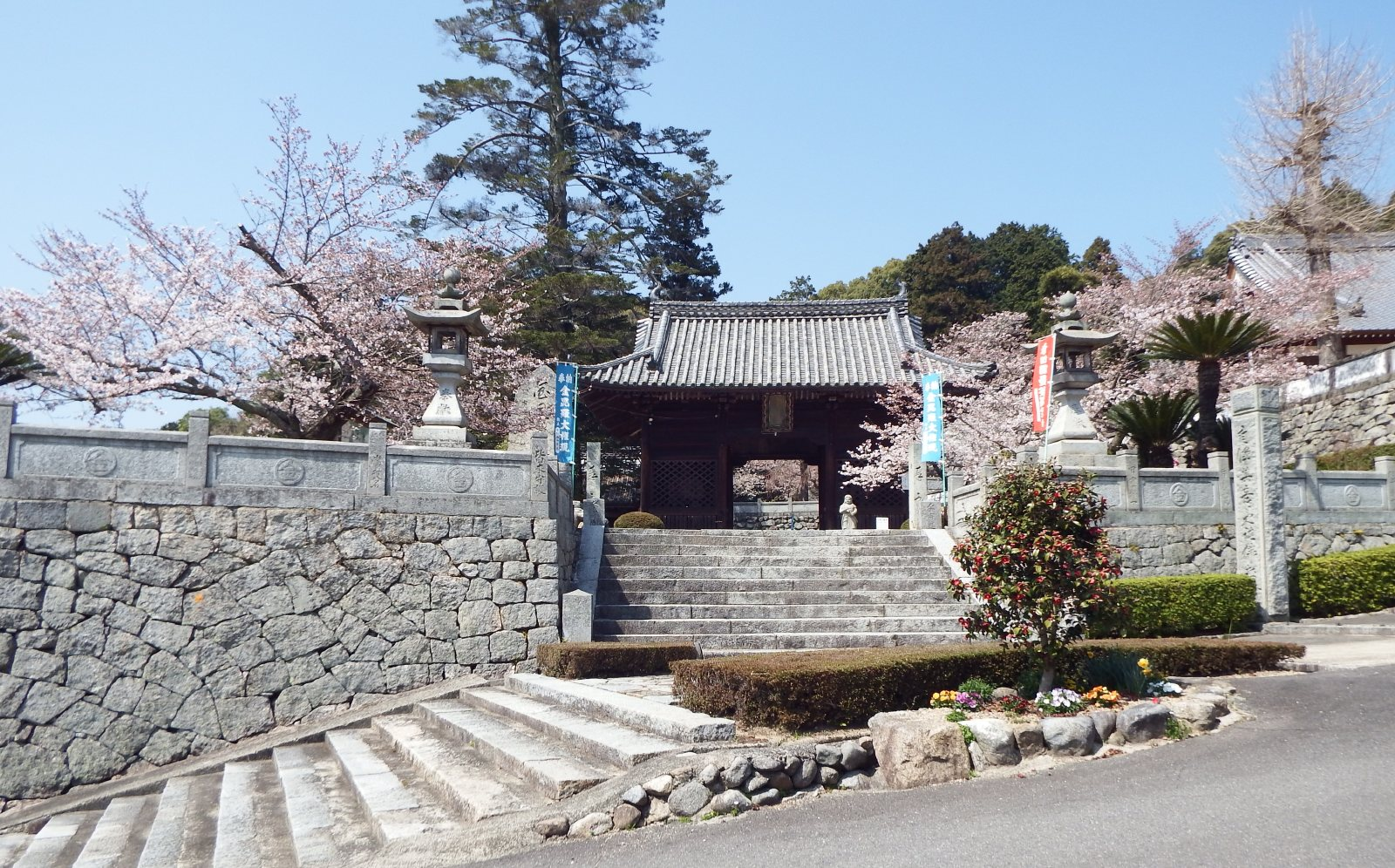
山門
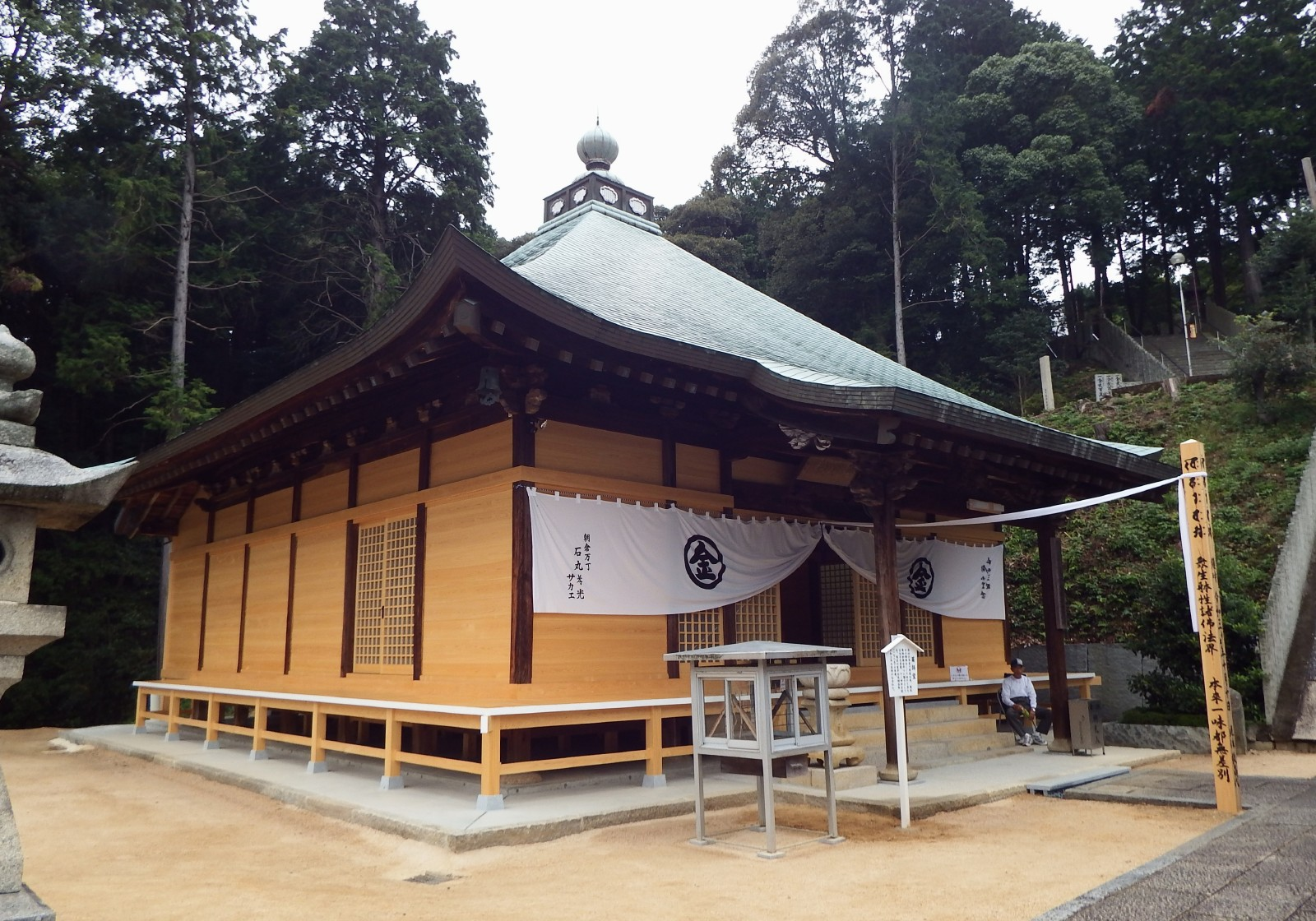
本堂
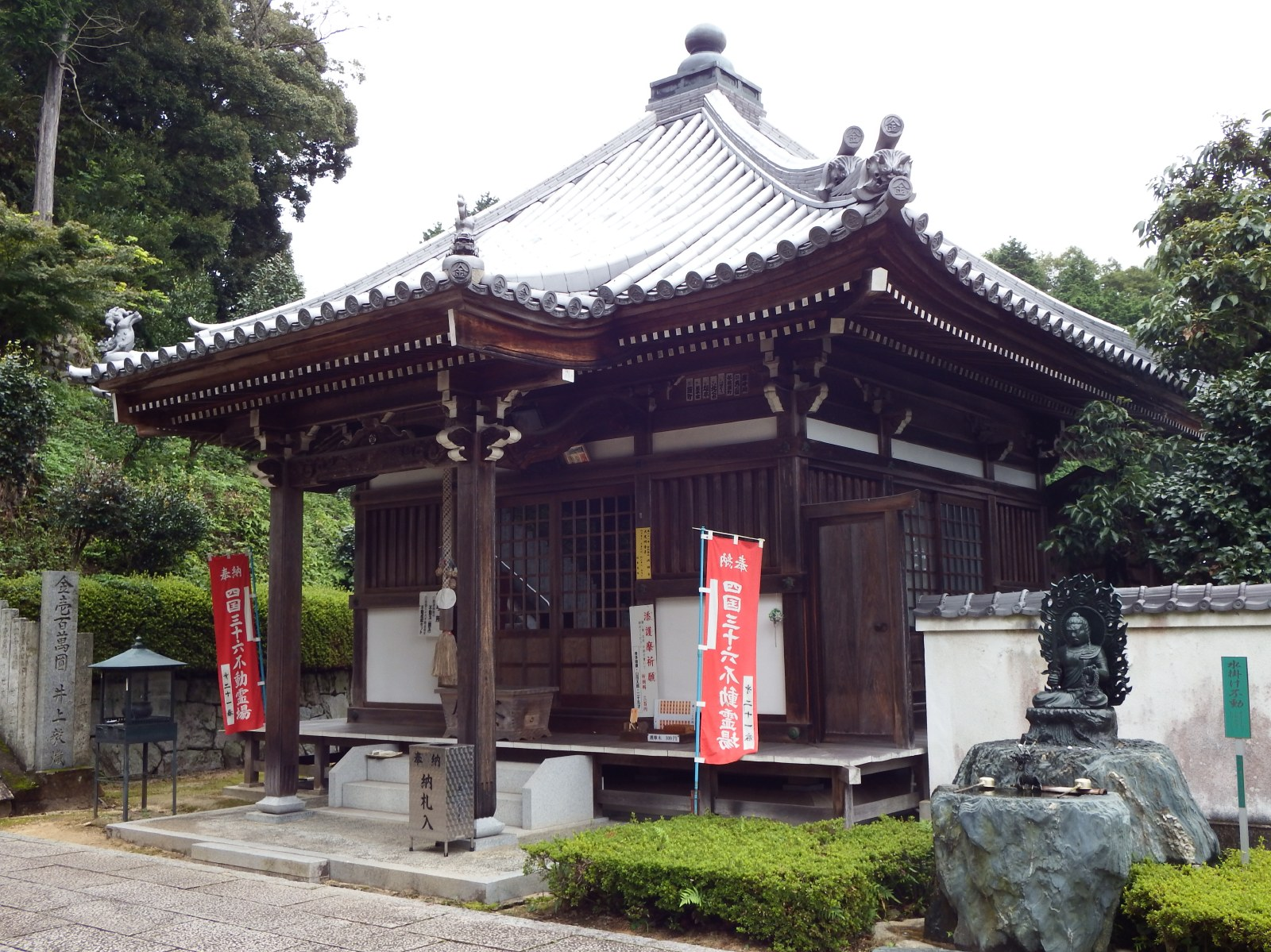
不動堂
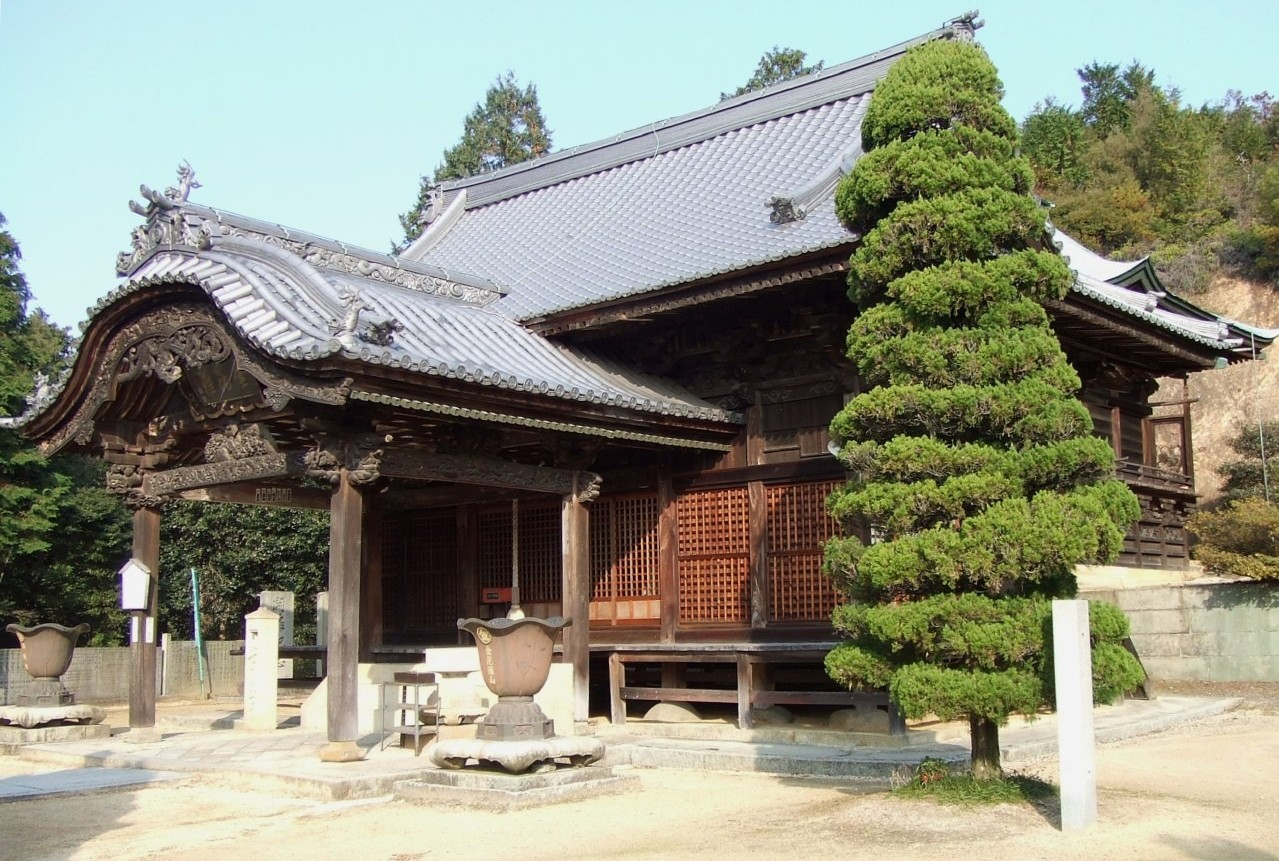
金毘羅殿
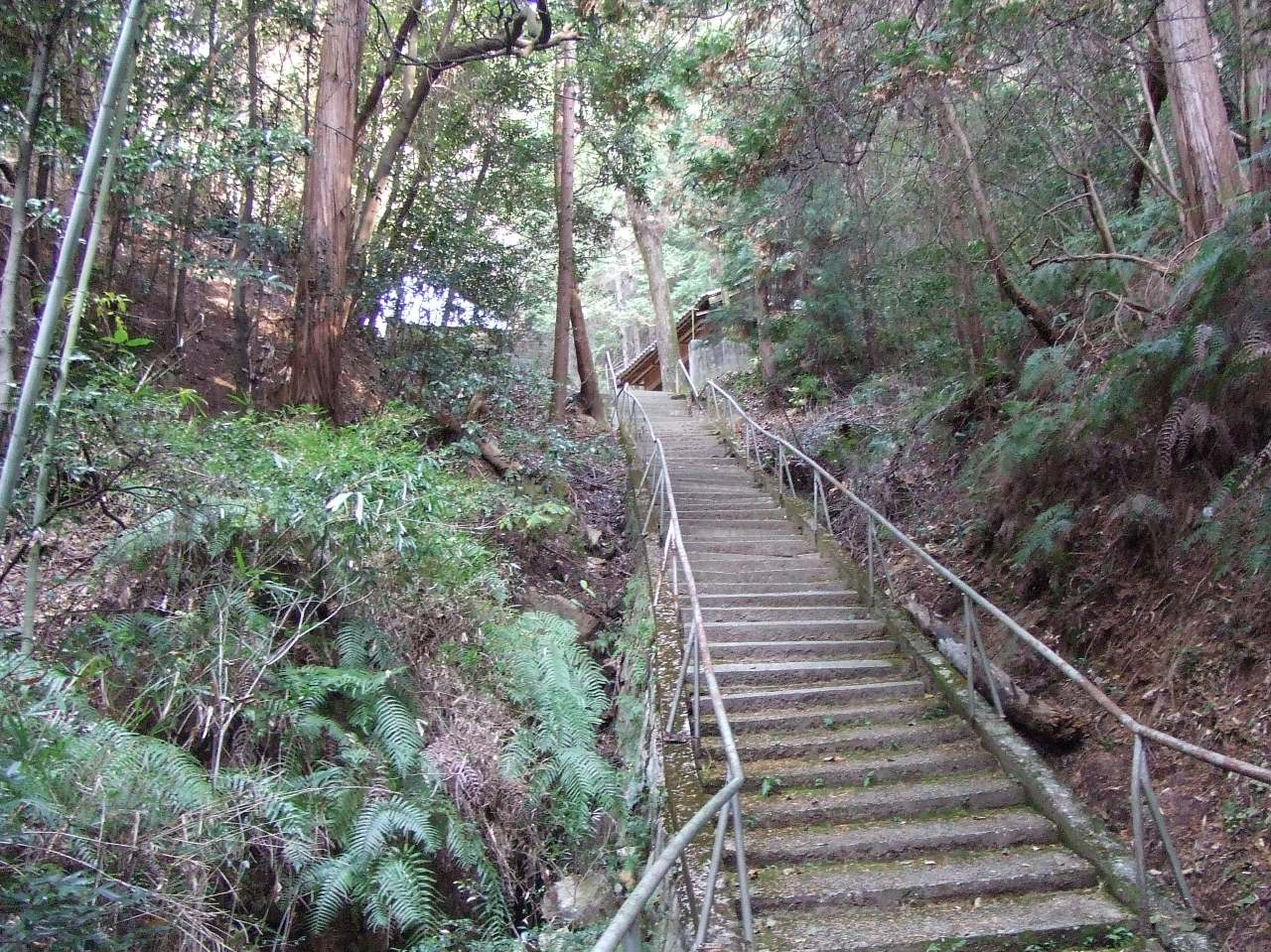
奥の院への道
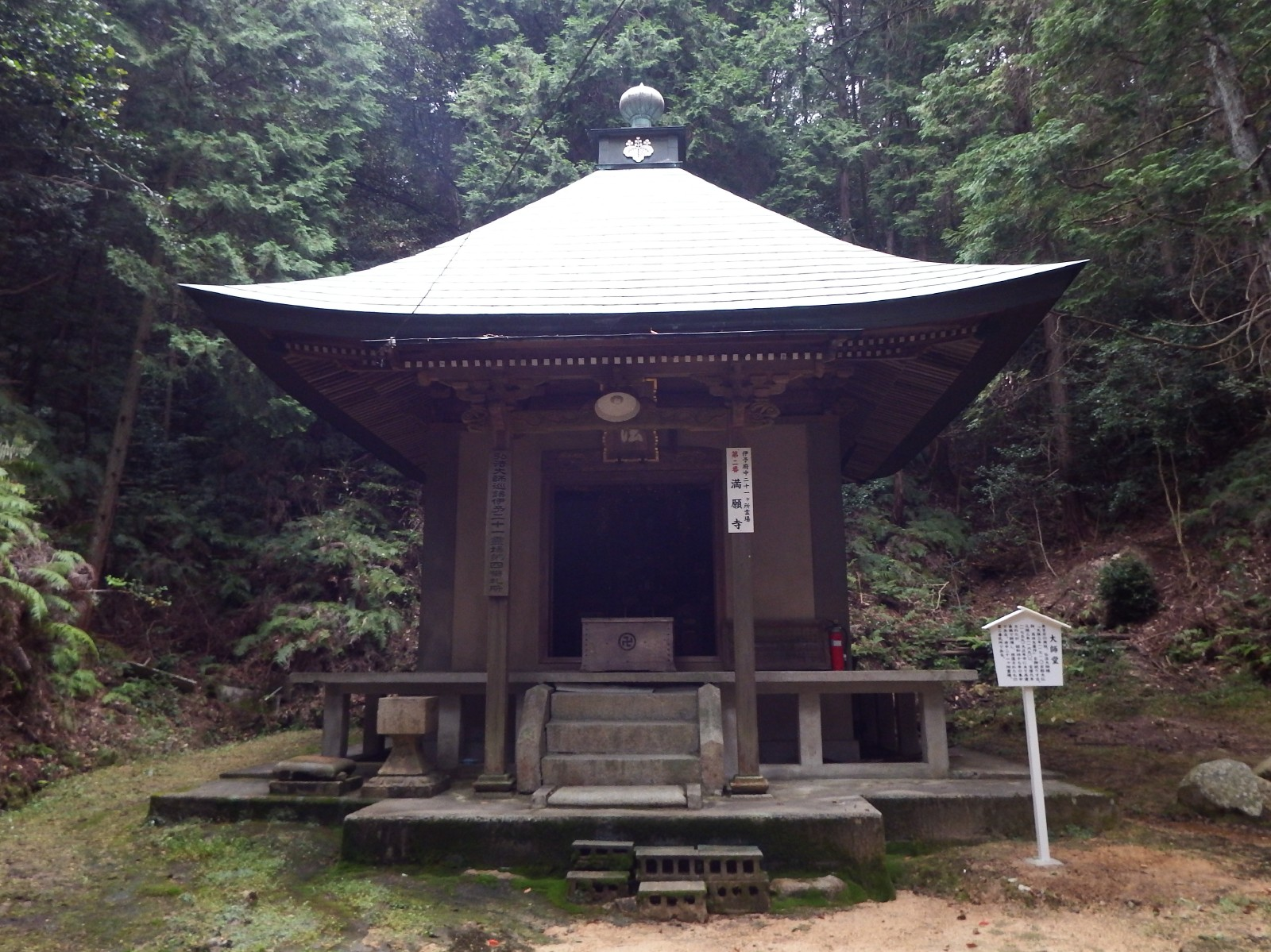
大師堂

## 文化財
県指定有形文化財

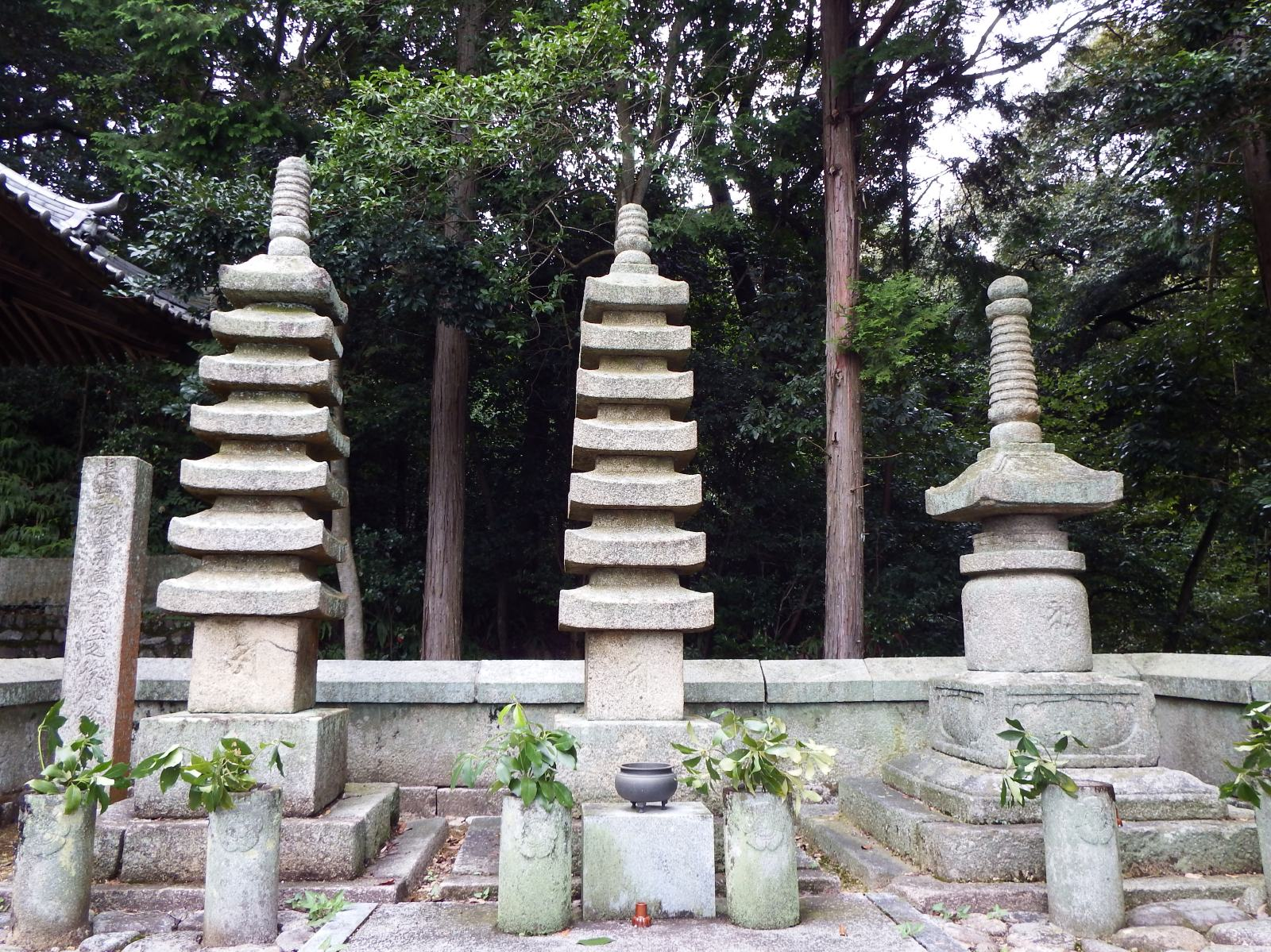
実盛供養塔

- 石塔3基：石塔宝塔1基は213cm、石塔層塔2基は287cmと285cm、花崗岩で、斎藤実盛公供養塔である。鎌倉時代後期、昭和55.3.21指定

今治市指定有形文化財
- 木造阿弥陀三尊立像：平成13.3.6指定
- 木造薬師如来立像：平成13.3.6指定

今治市指定天然記念物
- マンガンジザクラ（志ぐれ桜）：平成13.3.6指定

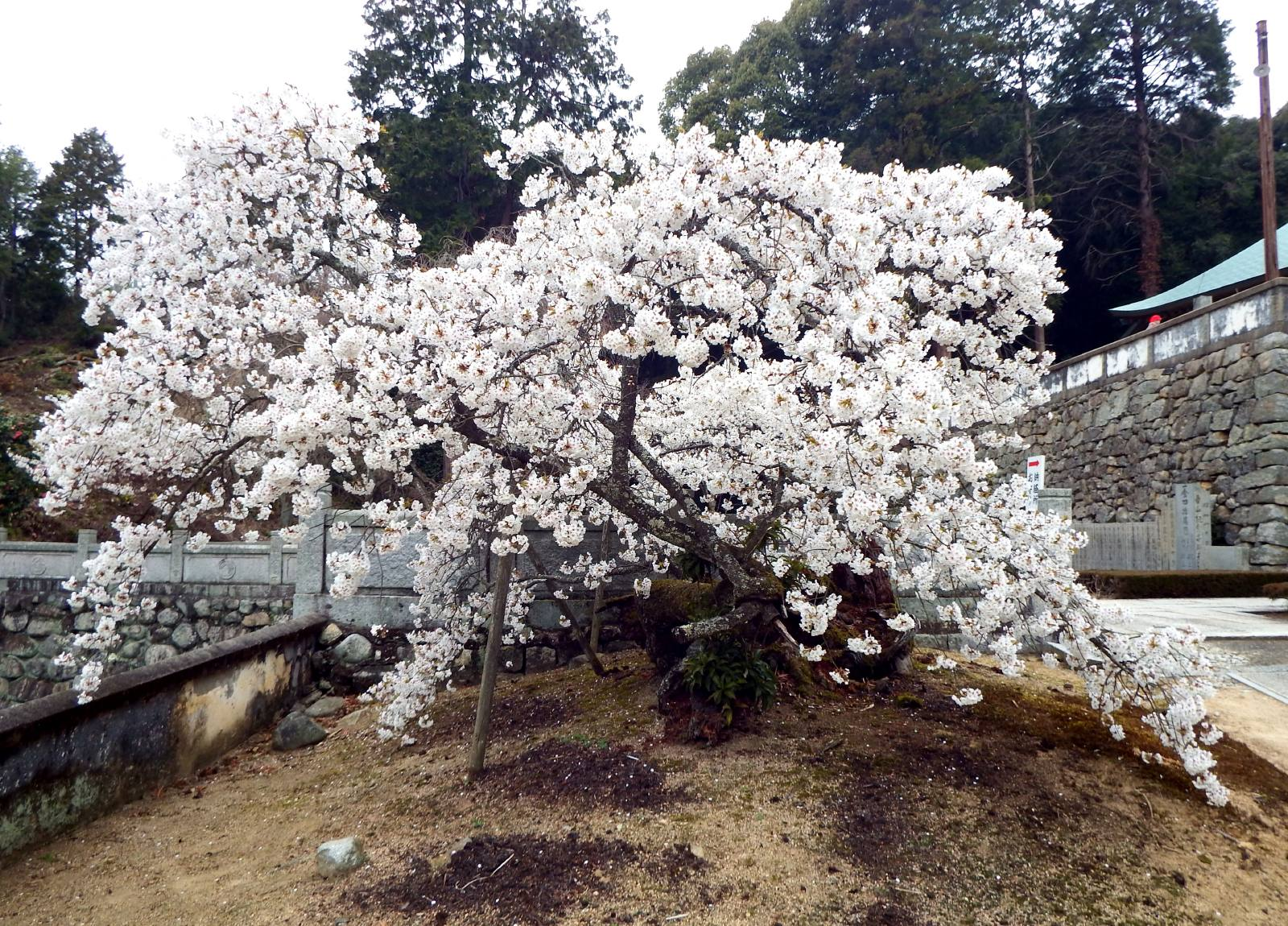
満願寺桜

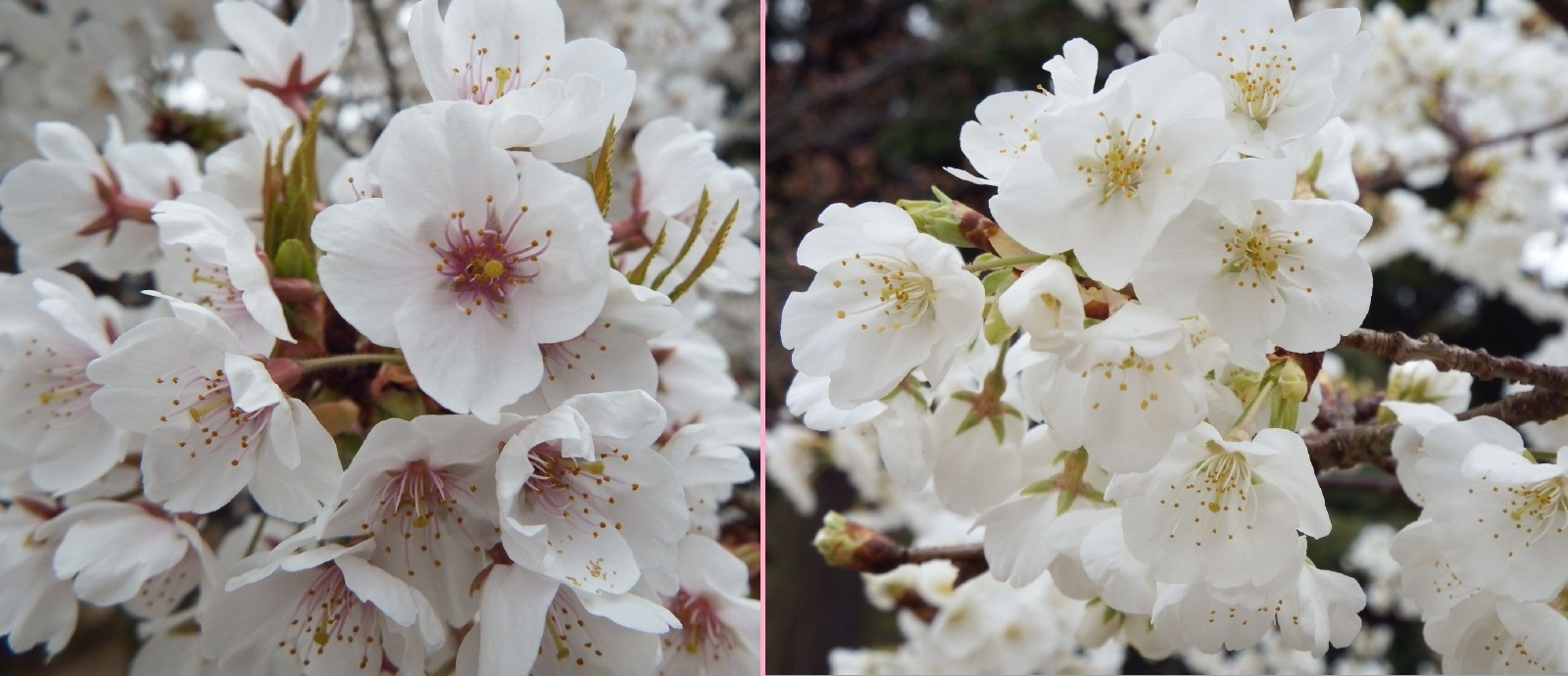
親木（左）と子木の花

エドヒガンと山桜の交配種。石垣の上のこれが親木（樹齢約200年）で淡紅色の花びら、それから延びた根から生えた石垣下の子木は純白の花であったが枯れてしまった。宮島弥山七不思議の一つである時雨桜は枯れてしまったので後継を探していたところ当寺の桜が似ているとのことで、2009年3月増した苗木が宮島大聖院に贈られた。その際、当寺にも親木の株と子木の株が一本づつ植えられ花を咲かしている。
無指定の寺宝
- 弘法大師御衣、十二天屏風、大涅槃図など

## 前後の札所
新四国曼荼羅霊場
37番 法華寺  -- 38番 満願寺 -- 39番 竹林寺

四国三十六不動尊霊場
20番 光林寺 --(17km)--  21番 満願寺 --(15km)-- 22番 西山興隆寺